# Wojskowy Klub Sportowy Czarni Radom 2021-2022
Questa voce raccoglie le informazioni riguardanti il Wojskowy Klub Sportowy Czarni Radom nelle competizioni ufficiali della stagione 2021-2022.

## Organigramma societario
Area direttiva
- Presidente: Paweł Zagumny
- Team manager: Michał Ruciak

Area tecnica
- Allenatore: Jakub Bednaruk
- Allenatore in seconda: Krzysztof Michalski

Area comunicazione
- Media: Adam Kurasiewicz

Area marketing
- Responsabile marketing: Kinga Kowalczyk

## Rosa
| N° | Nome                | Ruolo | Data di nascita   | Nazionalità sportiva |
| -- | ------------------- | ----- | ----------------- | -------------------- |
| 1  | Jakub Sadkowski     | C     | 25 febbraio 2002  | Polonia              |
| 2  | Michał Ostrowski    | C     | 29 marzo 1990     | Polonia              |
| 3  | Michał Kędzierski   | P     | 9 agosto 1994     | Polonia              |
| 5  | Aleksandr Voropaev  | P     | 19 ottobre 1993   | Russia               |
| 7  | Bartłomiej Lemański | C     | 19 marzo 1996     | Polonia              |
| 8  | Paweł Rusin         | S     | 5 marzo 1992      | Polonia              |
| 9  | Daniel Gąsior       | O     | 9 gennaio 1995    | Polonia              |
| 11 | Sebastian Warda     | C     | 18 gennaio 1989   | Polonia              |
| 12 | Alexander Berger    | S     | 27 settembre 1988 | Austria              |
| 13 | Mateusz Masłowski   | L     | 13 giugno 1997    | Polonia              |
| 16 | Rafał Faryna        | O     | 18 settembre 1994 | Polonia              |
| 17 | Bartosz Firszt      | S     | 19 marzo 1999     | Polonia              |
| 18 | Maciej Nowowsiak    | L     | 20 settembre 2001 | Polonia              |
| 19 | José de Santana     | S     | 6 febbraio 1996   | Brasile              |
| 23 | Michael Parkinson   | C     | 23 novembre 1991  | Paesi Bassi          |
| 33 | Wiktor Nowak        | P     | 21 maggio 1999    | Polonia              |